# Lindell Wigginton
Lindell Shamar Wigginton (Halifax, 28 de março de 1998) é um jogador canadense de basquete profissional que atualmente joga no Milwaukee Bucks da National Basketball Association (NBA) e no Wisconsin Herd da G League.
Ele jogou basquete universitário na Universidade Estadual de Iowa de 2017 a 2019.

## Carreira no ensino médio
A mãe de Wigginton cresceu na Uniacke Square de Halifax e seu pai é de North Preston. Ele jogou um ano na Prince Andrew High School em sua terra natal, Dartmouth, Nova Escócia, antes de cruzar a fronteira para ingressar na Oak Hill Academy em Mouth of Wilson, Virgínia, aos 15 anos.
Um recruta de quatro estrelas no ranking da ESPN, ele se comprometeu com a Universidade Estadual de Iowa em outubro de 2016. Representando a World Select Team, Wigginton teve 11 pontos e 7 assistências em 22 minutos no Nike Hoop Summit de 2017.
| Nome | Cidade Natal                                      | Escola                | Altura             | Peso           | Data                  |
| --- | ------------------------------------------------- | --------------------- | ------------------ | -------------- | --------------------- |
| Lindell WiggintonG | Dartmouth, NS                                     | Oak Hill Academy (VA) | 6 ft 1 in (1.85 m) | 165 lb (75 kg) | 21 de Outubro de 2016 |
| Lindell WiggintonG | Recrutamento: Scout: N/A Rivals: 247Sports: ESPN: |                       |                    |                |                       |
| Rankings: Rivals: 24º \| ESPN: 39º |                                                   |                       |                    |                |                       |
| - Nota: Em muitos casos, Scout, Rivals, 247Sports e ESPN podem entrar em conflito em suas listas de altura e peso, nestes casos, a média foi obtida. - Fonte: |                                                   |                       |                    |                |                       |

## Carreira universitária

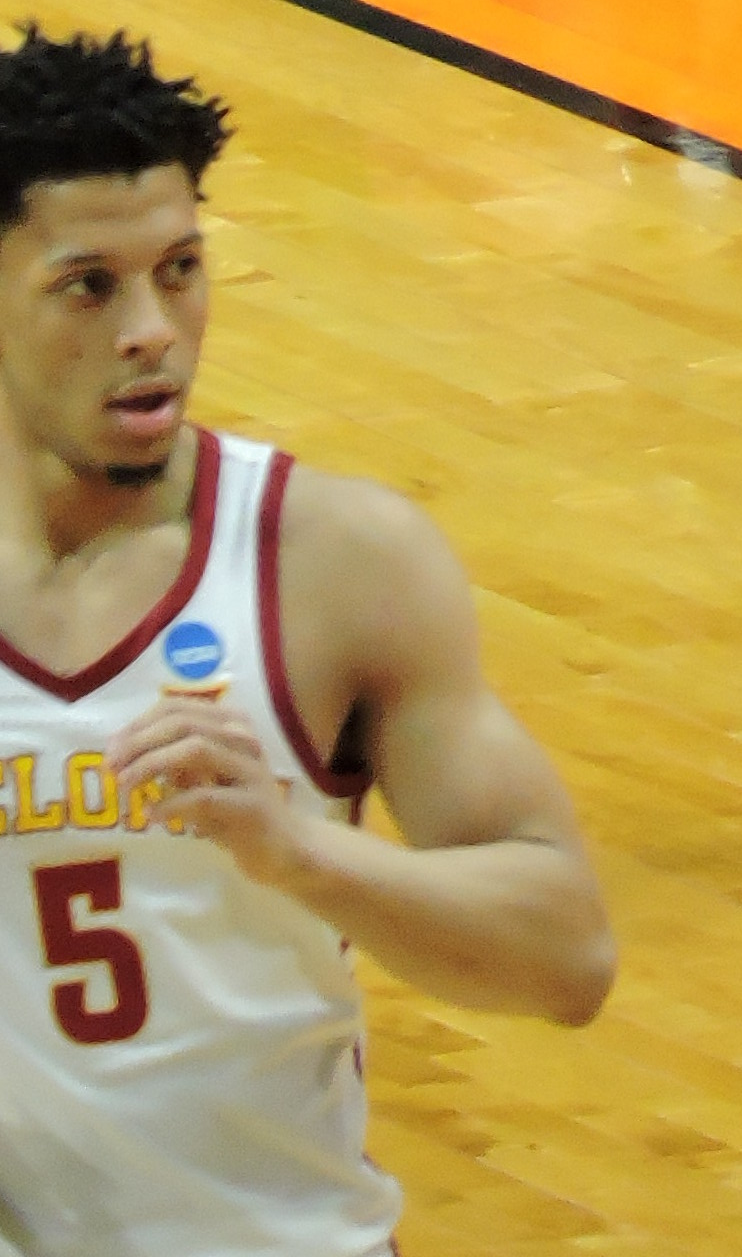
Wigginton em Iowa State

Como calouro, Wigginton foi um dos melhores jogadores de Iowa State com médias de 16,7 pontos, 3,7 rebotes e 2,8 assistências. No entanto, ele perdeu a posse de bola 92 vezes no ano. Após a temporada, Wigginton se declarou elegível para o Draft da NBA de 2018, mas não contratou um agente e acabou voltando para a universidade.
Em sua segunda temporada, ele teve médias de 13,4 pontos, 4,0 rebotes e 2,1 assistências em 26 minutos e foi nomeado o Sexto Homem do Ano da Big 12. Após a temporada, ele contratou um agente e se declarou para o draft da NBA de 2019.

## Carreira profissional

### Iowa Wolves (2019–2020)
Depois de não ser selecionado no draft da NBA de 2019, Wigginton se juntou ao Toronto Raptors para a Summer League de 2019.
Em 4 de setembro de 2019, Wigginton assinou um contrato de 10 dias com o Minnesota Timberwolves. Após o acordo, ele começou a jogar no afiliado dos Timberwolves na G-League, o Iowa Wolves. Em 8 de novembro, ele registrou 24 pontos, sete assistências e seis rebotes em uma derrota para o Sioux Falls Skyforce. Wigginton teve médias de 15,3 pontos, 3,7 rebotes e 3,6 assistências na G League.

### Ironi Nes Ziona (2020)
Em 18 de maio de 2020, Wigginton assinou com o Ironi Nes Ziona da Liga Israelense e obteve média de 8,6 pontos.

### Retorno a Iowa (2021)
Em 25 de janeiro de 2021, Wigginton renovou com o Iowa Wolves. Em 17 jogos, ele teve médias de 17,1 pontos, 5,2 assistências, 4,1 rebotes em 34,9 minutos.

### Hamilton Honey Badgers (2021)
Em 14 de junho de 2021, Wigginton assinou com o Hamilton Honey Badgers da Liga Canadense.

### Wisconsin Herd (2021–2022)
Em outubro de 2021, Wigginton ingressou no Wisconsin Herd depois de ser adquirido em uma negociação.

### Milwaukee Bucks (2022-presente)
Em 13 de janeiro de 2022, Wigginton assinou um contrato de duas vias com o Milwaukee Bucks e com o Wisconsin Herd.

## Carreira na seleção
Em 2016, Wigginton ajudou a levar a Seleção Canadense a uma medalha de prata no Copa América Sub‑18 em Valdivia, Chile. Ele desempenhou um papel crucial no ouro no Campeonato Mundial Sub-19 de 2017 no Cairo, Egito com médias de 12,4 pontos, 7,0 rebotes e 4,2 assistências. Ele perdeu as quartas e semifinais devido a sintomas de concussão, mas estava de volta para a final contra a Itália, registrando onze pontos, três rebotes e três assistências.

## Estatísticas da carreira

### NBA

#### Temporada regular
| Ano     | Equipe    | PJ | PT | MPJ  | AP   | 3P   | LL   | RT  | AS  | BR | TO | PPJ |
| ------- | --------- | -- | -- | ---- | ---- | ---- | ---- | --- | --- | -- | -- | --- |
| 2021–22 | Milwaukee | 19 | 0  | 10.5 | .426 | .346 | .543 | 1.3 | 1.2 | .3 | .1 | 4.2 |

### Universitário
| Ano      | Equipe     | PJ | PT | MPJ  | AP   | 3P   | LL   | RT  | AS  | BR | TO | PPJ  |
| -------- | ---------- | -- | -- | ---- | ---- | ---- | ---- | --- | --- | -- | -- | ---- |
| 2017–18  | Iowa State | 31 | 31 | 33.0 | .414 | .401 | .660 | 3.7 | 2.8 | .9 | .4 | 16.7 |
| 2018–19  | Iowa State | 25 | 2  | 26.0 | .413 | .390 | .720 | 4.0 | 2.1 | .8 | .4 | 13.4 |
| Carreira | Carreira   | 56 | 33 | 29.5 | .413 | .395 | .690 | 3.8 | 2.4 | .8 | .4 | 15.0 |

Fonte: